# Formiate déshydrogénase
Une formiate déshydrogénase est une oxydoréductase qui catalyse l'oxydation du formiate en dioxyde de carbone. 

## Classification
On distingue deux types de formiate déshydrogénases : celles qui ne contiennent pas de cofacteurs métalliques et transfèrent les électrons vers le NAD+ ou NADP+ (formiate déshydrogénase N, EC 1.17.1.9), et les métalloenzymes utilisant un site actif à molybdène ou à tungstène, qui contiennent un ou plusieurs clusters fer-soufre et donnent les électrons à un accepteur d'électron protéique, comme un cytochrome (EC 1.2.2.1). 
HCOO− + NAD+  {\displaystyle \rightleftharpoons }  CO2 + NADH (EC 1.17.1.9)
HCOO− + 2 ferricytochrome b1  {\displaystyle \rightleftharpoons }  CO2 + 2 ferrocytochrome b1 + 2 H+ (EC 1.2.2.1).
Les formiate déshydrogénases à Mo/W appartiennent à la famille de la DMSO réductase. Dans certaines d'entre elles, une sélénocystéine est un ligand de l'ion métallique, ce sont donc des sélénoprotéines.